# Хејзелтон (Северна Дакота)
Хејзелтон (енгл. Hazelton) град је у америчкој савезној држави Северна Дакота.

## Демографија
По попису из 2010. године број становника је 235, што је 2 (-0,8%) становника мање него 2000. године.
| Група             | 2000.       | 2010.       |
| Белци             | 234 (98,7%) | 225 (95,7%) |
| Афроамериканци    | 0 (0,0%)    | 0 (0,0%)    |
| Азијати           | 0 (0,0%)    | 0 (0,0%)    |
| Хиспаноамериканци | 3 (1,3%)    | 4 (1,7%)    |
| Укупно            | 237         | 235         |